# Медвёдовская
Медвёдовская (устар. Ведмидивская) — станица в Тимашёвском районе Краснодарского края России. Административный центр Медвёдовского сельского поселения.
Крупнейший после города Тимашёвска населённый пункт в районе.

## География
Станица расположена при впадении в реку Кирпили́ левого притока Кочеты́.
Железнодорожная станция Ведмидивка на линии Краснодар (45 км) — Тимашёвская (18 км).
В разговорной речи жителей края — Медвёдовка, Ведми́дивка.

## История
- Куренное селение Ведмидивское, названное так по одноимённому куреню Сечи, было основано Черноморскими казаками в 1794 году (см. кубанские казаки) «в Курках» на Таманском полуострове по границе с Фанагорийскою округою[6] (предположительно, там, где сейчас находится ст. Курчанская).
- Из-за частого нападения черкесов и разорения селения в 1809 году оно перенесено на реку Кирпили, где находится и поныне[6].
- В 1811 году на собранные селянами деньги построена первая деревянная церковь во имя Успения Пресвятой Богородицы с приделом во имя св. великомученика Георгия.[6]
- Статья из «ЭСБЕ» (начало XX века):

Медвёдовская станица — Кубанской обл., Кавказского отдела. Дворов 426, жителей 3848. Две церкви, школа; 1 паровая молотилка, 1 паровая, 6 ветряных и 3 водяных мельниц. Торгово-промышленных заведений 19.
- В 1924—1927 годах станица являлась центром Медвёдовского района.
- В 1809—1932 годы основную часть населения станицы составляли потомки черноморских казаков.
- Ноябрь 1932 года. Медвёдовская стала одной из станиц, занесённых на «чёрные доски»[8]. От голода умерли сотни жителей.
- В январе 1933 года оставшиеся в живых станичники были в полном составе выселены в северные районы СССР[9]. Всего выселено 4018 человек (888 хозяйств), кроме того органами ОГПУ с ноября 1932 по март 1933 года арестовано 1013 человек, из них расстреляно 158 человек. В станицу были поселены семьи военнослужащих из других регионов страны. Последним атаманом станицы Медвёдовской являлся Кузьма Саввич Марченко (1887 года рождения).

## Население
Динамика численности населения:
| Год  | Население, чел. |
| ---- | --------------- |
| 1795 | 227             |
| 1861 | 3388            |
| 1890 | 3848            |
| 1916 | 15 038          |
| 1933 | 4018            |

| 1939   | 1959    | 1979    | 2002    | 2010    | 2021    |
| ------ | ------- | ------- | ------- | ------- | ------- |
| 13 806 | ↘11 587 | ↗13 464 | ↗16 725 | ↗16 793 | ↗17 404 |

## Известные уроженцы
- Ерёменко, Назар Константинович (1909—1974) — председатель колхоза «Россия». Герой Социалистического Труда.
- Вера Ивановна Журавлёва-Пономаренко (род. 1954) — певица, генеральный директор и художественный руководитель Краснодарской филармонии им. Г. Ф. Пономаренко, профессор. Народная артистка России (1999).
- Леонид Иванович Лавров (1909—1982) — советский этнограф-кавказовед, переводчик, доктор исторических наук.